# Šahy
Šahy (mađ. Ipolyság, njem. Eipelschlag) je grad u Nitranskom kraju u zapadnoj Slovačkoj. Grad upravno pripada Okrugu Levice. 

## Zemljopis
Grad je smješten na istočnom dijelu Podunavske nizine na rijeci Ipeľ u blizini mađarske granice. Nalazi se na važnom cestovnom pravcu E77 koji vodi od Budimpešte do Krakówa. Osim glavnih naselja, gradu pripadaju i dva susjedna naselja Preseľany nad Ipľom koji se nalazi 4 km zapadno od centra, a pripojen je gradu 1980. godine i Tešmák koji se nalazi 3 km istočno od centra, a pripojen gradu 1986. godine. Od 1980. do 1996. godine gradu je i pripadalo selo Hrkovce koje je sada samostalno naselje.

## Povijest
Prvi pisani spomen grada je iz 1237. godine u dokumentu kralja Bele IV., a grad se spominje pod imenom Saag. U 14. stoljeću dobio je karakteristike gradića. Dio Osmanskog Carstva bio je između 1541. – 1595. i 1605. – 1685. i bio je poznat kao Şefradi. Također je centar sandžaka u Uyvar eyaletu između 1663. – 1685. Prije raspada Austro-Ugarske i priključenja Čehoslovačkoj, bilo je u sklopu Hont županije. Od 1938. do 1945. godine bio je kratko dio Mađarske kojoj je pripao kao rezultat Prve bečke arbitraže.

## Stanovništvo
| Godina:     | 1993. | 2003.   | 2013.   | 2023.   |
| ----------- | ----- | ------- | ------- | ------- |
| Broj ljudi: | 8521  | 8059    | 7544    | 6992    |
| Razlika:    |       | -5,42 % | -6,39 % | -7,31 % |

| Godina:     | 2022. | 2023.   |
| ----------- | ----- | ------- |
| Broj ljudi: | 7069  | 6992    |
| Razlika:    |       | -1,08 % |

Prema popisu stanovništva iz 2001. godine grad je imao 8.061 stanovnika.

### Etnički sastav
- Mađari - 62,21%
- Slovaci - 34,57%
- Česi -  0,56%
- Romi - 0,41%

## Gradovi prijatelji
- Vác, Mađarska

## Vanjske poveznice
- Službena stranica grada

### Ostali projekti
|  | Zajednički poslužitelj ima još gradiva o temi Šahy |